# Mifare

MIFARE von NXP Semiconductors ist eine kontaktlose Chipkartentechnik für den Nahbereich und gehört zur Gattung RFID. Laut Herstellerangaben wurden davon bislang insgesamt über 10 Milliarden Karten und 150 Millionen Kartenlesegeräte verkauft. Sie entspricht den ISO-Standards ISO 7816 bzw. ISO 14443A.

## Technik
Der MIFARE-Transponder arbeitet in einer Distanz von bis zu 10 cm und nutzt dabei eine Frequenz von 13,561 MHz.
Eine MIFARE Produkt-basierte Karte kommt ohne Batterie aus und wird durch das oszillierende elektromagnetische Feld der Basisstation (Schreib-Lese-Gerät) mit Energie versorgt. Hierbei nimmt eine in den Transponder integrierte Drahtspule beim Durchführen durch das elektromagnetische Feld die benötigte Energie auf. Zur Kommunikation moduliert bzw. demoduliert der Transponder das Erregerfeld der Basisstation (Schreib-Lese-Gerät).
Der Speicher der MIFARE Classic Produkt-basierten Karte ist in mehrere Sektoren unterteilt, die jeweils unabhängig voneinander vor unerlaubtem Lesen bzw. Schreiben geschützt sind. Die Sektoren wiederum sind in mehrere Blöcke zu je 16 Bytes unterteilt. Der letzte Block in jedem Sektor wird als Sector Trailer bezeichnet und beinhaltet zwei Schlüssel (Autorisierungsebenen) sowie die zugehörigen Zugriffsrechte (Access Conditions) für den betroffenen Sektor. Dieser Mechanismus erlaubt es, mit einem MIFARE-Transponder mehrere unterschiedliche Applikationen zu bedienen („Multiapplikation“).
| Kartentyp         | Sektoren | Blöcke pro Sektor                   | Nutzdatenbytes                                  |
| ----------------- | -------- | ----------------------------------- | ----------------------------------------------- |
| MIFARE Classic 1K | 16       | 4                                   | 0768 Bytes 0720 Bytes (Sektor 0 = MAD 1)        |
| MIFARE Classic 4K | 32 + 8   | 04 (Sektor 00–31) 16 (Sektor 32–39) | 3456 Bytes 3360 Bytes (Sektoren 0 + 16 = MAD 1) |

## Geschichte
MIFARE-Produkte wurden in den 1990er Jahren von der Mikron Gesellschaft für Integrierte Mikroelektronik in Gratkorn entwickelt. Die Mikron GmbH wurde 1995 von Philips Semiconductors übernommen und ist damit heute Teil von NXP. MIFARE ist ein Akronym und steht für Mikron Fare Collection System (Mikron Fahrgeld-System), da die Technik ursprünglich für kontaktlosen Fahrkartenkauf im öffentlichen Nahverkehr eingesetzt wurde. Die MIFARE-Produktfamilie hat den Markt für kontaktlose Chipkarten ohne eigene Stromversorgung maßgeblich mitgeprägt.

## Anwendungsgebiete
MIFARE Produkte werden u. a. in folgenden Anwendungsgebieten verwendet:
- Autovermietung
- Büchereikarten
- Bürgerkarten
- Fahrradverleih
- Identifikation (Pässe, Gesundheitskarten, …)
- Kunden- oder Bonuskarten
- Mautsysteme
- Micropayment
- Mitgliedskarten
- Mobile Ticketing
- Produkt-Authentifizierung
- Smart Metering
- Studentenausweise (Identifikation, Zutrittskontrolle, Kopiergeräte, Automaten, Micro Payment, Transport, …)
- Touristenkarten
- Parkkarten
- Tankkarten
- Taxikarten
- Zugangskontrollsysteme und Zeiterfassungssysteme (Diese Systeme benutzten früher häufig MIFARE Classic, werden heute aber wegen der erhöhten Sicherheit zumeist auf MIFARE DESFire EV1 umgestellt)

## Verschlüsselungssystem
Die Verschlüsselung des oft eingesetzten MIFARE Classic Chips basiert auf einer proprietären Stromchiffre namens Crypto-1. Dieser Algorithmus konnte von Forschern des Chaos Computer Club und der University of Virginia durch Reverse Engineering rekonstruiert werden.
Wie am 13. April 2008 bekannt wurde, hat eine Forschergruppe den Algorithmus analysiert und einen systematischen Fehler gefunden, der die Verschlüsselung praktisch nutzlos macht. Die Sicherheit des Algorithmus, so das Fazit der Forscher, sei „nahe Null“.
Auf dem Chaos Communication Congress wurde eine einfache Möglichkeit gezeigt, wie die Verschlüsselung durch eine einfache Umkehrung mit einem Mathematikprogramm knackbar ist.

## Schutzmöglichkeiten
Es gibt seit geraumer Zeit Möglichkeiten, MIFARE-Transponder in verschiedensten Bauformen gegen unerlaubten Zugriff zu schützen:
- abschirmende Hüllen, in die der Transponder eingeschoben wird
- Aufkleber für Karten und Hüllen, die mittels Feldabsorption eine Kommunikation verhindern

## Zertifizierung
Hintergrund der 1998 ins Leben gerufenen Zertifizierung war die Gewährleistung von der Kompatibilität mehrerer zertifizierter Karten mit mehreren Lesegeräten, da bis dato vermehrt Probleme bei unterschiedlichen kontaktlosen Karten und Lesegeräten aufgetreten sind. Bei dieser Zertifizierung wurde das Hauptaugenmerk auf die kontaktlose Kommunikation der Luftschnittstelle sowie auf die richtige Durchführung aller Befehle der Karten und Lesegeräte gelegt. Die Zertifizierung wurde vom österreichischen Prüflabor Arsenal Research entwickelt und durchgeführt.
Heute führen unabhängige Testlabore, unter anderem Arsenal Testhouse, LSI-TEC und UL, die Zertifizierungen durch und stellen die zertifizierten Produkte in einer Onlinedatenbank zur Verfügung.

## Nachfolgeprodukte und Varianten
Neben der ursprünglichen MIFARE Produkt-basierten Karte, die nach heutiger NXP-Terminologie als „MIFARE Classic“ bezeichnet wird, gibt es mittlerweile eine große Zahl an Weiterentwicklungen, die mit aktuellen Kryptoalgorithmen (3DES, AES) arbeiten. Auch wurde das ursprüngliche sektorbasierte Zugriffssystem um die Einführung eines Multiapplikationssystems auf MIFARE DESFire Produkt-basierten Karten erweitert. Folgende Varianten sind heute erhältlich:
MIFARE Classic 1K/4KUrsprüngliche MIFARE Transponder. Hat ein proprietäres Highlevel-Protokoll basierend auf dem ISO/IEC-14443-3-Standard.
MIFARE UltralightLow-cost-Variante für Einzelfahrscheine, ähnlich MIFARE Classic, aber ohne Kryptographie. Entspricht der Type-2-Tag-Spezifikation für NFC-Tags.
MIFARE Ultralight CLow-cost-Variante für Einzelfahrscheine, ähnlich MIFARE Classic, aber mit 3DES-Algorithmus. Entspricht der Type-2-Tag-Spezifikation für NFC-Tags.
MIFARE Plus SMigrationsprodukt, um Installationen von MIFARE Classic auf höheres Sicherheitsniveau zu bringen. Kann während der Migrationsphase als MIFARE Classic verwendet werden und bietet nach dem sogenannten Security Level Switch AES-128-basierte Authentifikation und Signierung der übertragenen Daten.
MIFARE Plus XGleiche Funktionalität wie MIFARE Plus S, aber zusätzlich mit der Möglichkeit, die Datenübertragung mittels AES-128 zu verschlüsseln. Unterstützt einen sogenannten Proximity Check, um sogenannte Relay Station Attacks zu vermeiden. Produkte welche MIFARE Plus X implementieren wurden bereits nach Common Criteria EAL 4+ zertifiziert.
MIFARE Plus SEDer MIFARE Plus SE ist ein Einsteigerprodukt, das als Ersatz für den MIFARE Classic mit 1K Speicher gehandelt wird, jedoch mehr Sicherheit durch die Unterstützung von AES mit sich bringt.
MIFARE Plus EV2Der MIFARE Plus EV2 verfügt über ein Security Level Konzept, das ein Upgrade von älteren Infrastrukturen zu mehr Sicherheit ermöglicht. Unterstützt Funktionen wie bspw. Transaction MAC, Transaction Timer, SL1SL3Mix Mode und ist rückwärtskompatibel mit MIFARE Classic EV1 und MIFARE Plus Produkten. Bessere Lesereichweite und Transaktionsgeschwindigkeit im Vergleich zum Vorgängerprodukt. Produkte welche MIFARE Plus EV2 implementieren wurden bereits nach Common Criteria EAL 5+ zertifiziert.
MIFARE DESFireMikrocontrollerbasierend, 3DES
MIFARE DESFire EV1Mikrocontrollerbasierend, 3DES, AES-128. Kartenspeicher kann mittels Applikationen und Dateien (Typen: Record, Zähler, Binär, mit oder ohne Transaktions-Backup) frei personalisiert werden. Produkte welche DESFire EV1 implementieren wurden bereits nach Common Criteria EAL 4+ zertifiziert.
MIFARE DESFire EV2Gleiche Funktionalität wie DESFire EV1, benötigt jedoch eine geringere magnetische Feldstärke, unterstützt größere Puffer während der Übertragung und bietet zusätzliche Funktionen wie bspw. Delegated Application Management, Proximity Check, rollierende Schlüsselsätze, Transaction MAC, Unterstützung für Virtual Card Architecture. Produkte welche DESFire EV2 implementieren wurden bereits nach Common Criteria EAL 5+ zertifiziert.
MIFARE DESFire EV3Im Vergleich zum MIFARE DESFire EV2 verfügt der MIFARE DESFire EV3 über eine größere Lesereichweite und höhere Transaktionsgeschwindigkeit. Er bietet zusätzliche Funktionen wie bspw. SUN (Secure Unique NFC Message) und Transaktions-Timer. Produkte welche DESFire EV3 implementieren wurden bereits nach Common Criteria EAL 5+ zertifiziert.
MIFARE 2GOCloud-basierte Plattform, die die Architektur von physischen MIFARE produkt-basierten Karten digitalisiert. Somit werden Smart City Applikationen wie mobiles Ticketing, mobiler Zutritt zu Gebäuden und mobile Zahlungen (z. B. in der Mensa) mit Hilfe von NFC-fähigen Mobiltelefonen oder tragbaren Geräten ermöglicht.
MIFARE SmartMXMikrocontroller mit kontaktbehafteter sowie kontaktloser Schnittstelle, 3DES, AES, RSA, ECC